# 比利亚弗兰卡
比利亚弗兰卡（西班牙語：Villafranca）是西班牙纳瓦拉的一个市镇。总面积46.43平方公里，总人口2841人（2018年），人口密度61人/平方公里。